# 馬恩赫
馬恩赫（韓語：마은혁，1963年9月27日—）是韩国法律工作者，他于2024年12月26日根据共同民主党的推荐由国会提名，并于2025年4月8日由代理总统韩悳洙正式任命为宪法法院法官。

## 早年生活和教育
馬恩赫出生于江原道高城郡。  他毕业于首尔大學師範大學附設高等學校、首尔大学社会科学院政治科学系。

## 早期司法生涯
第29届司法研修院毕业后任法官。 

## 韩国宪法法院法官
2024年12月26日，在担任首尔西部地方法院部长法官期间，国会在野党单方面批准了包括馬恩赫的三名宪法法院法官候选人的人事案。执政党没有参与确认投票。代理总统韩悳洙以需要两党共识为由拒绝任命全部候选人。对此，共同民主党于同日对韩悳洙提出弹劾动议。该议案于12月27日通过，导致韩悳洙被停职至憲法法院在次年3月24日裁定駁回。
2024年12月31日，代理总统兼代理总理崔相穆任命鄭桂先和趙漢暢为宪法法院法官，但仍然拒绝对马恩赫的任命。直至2025年4月8日，代理总统兼国务总理韩悳洙任命马恩赫为宪法法院法官。

## 履历
- 1987年 仁川地方民主劳动联盟创始会员
- 1997年 通过第39届律师资格考试
- 2000年 第29届司法研修院毕业生
- 2000年 大邱地方法院 法官
- 2004 年 仁川地方法院行政审判庭 法官
- 2007 年 首尔中央地方法院民事审判庭 法官
- 2014.02~2015.02 首尔中央地方法院 法官
- 2015.02~2017.02 光州地方法院 部长法官
- 2017.02~2019.02 水原地方法院 部长法官
- 2019.02~2022.02 首尔中央地方法院平等审判庭民事第9庭 部长法官
- 2022.02~2024.02 首尔北部地方法院 部长法官
- 2024.02~2025.04 首尔西部地方法院 部长法官
- 2025.04~ 宪法法院法官